# Fame (Grace Jones)
Fame è il secondo album in studio della cantante giamaicana Grace Jones, pubblicato il 7 giugno 1978 dalla Island Records.
Prodotto anch'esso da Moulton, come singolo di lancio viene estratto Do or Die, l'unico internazionale dell'album, che raggiunge il terzo posto nella classifica dance di Billboard ed altri quattro singoli locali: per il mercato francese Autumn Leaves, versione inglese del brano Les feuilles mortes standard jazz scritto dal poeta Jacques Prévert e reso celebre da Yves Montand, per il mercato italiano Anema e core, classico della canzone napoletana rivisitato in chiave disco, Comme Un Oiseau Qui S'Envole per il mercato canadese e giapponese, Fame, per il solo mercato del nord America, che abbinato a Do or Die e Pride, raggiunse il terzo posto della classifica Dance Club Songs, e Am I Ever Gonna Fall in Love in New York City, pubblicato per il solo mercato australiano.

## Tracce
Lato A
1. "Do or Die" (Jack Robinson, James Bolden) - 6:47
2. "Pride" (Jack Robinson, James Bolden) - 6:23
3. "Fame" (Jack Robinson, Gil Slavin) - 5:37

- (si tratta di un non-stop medley, della durata totale di 18:47)

Lato B
1. "Autumn Leaves (Les Feuilles Mortes)" (Jacques Prévert, Johnny Mercer, Joseph Kosma) - 7:02
2. "All on a Summers Night" (Jack Robinson, James Bolden) - 4:17
3. "Am I Ever Gonna Fall in Love in New York City" (Jack Robinson, Vivienne Savoie Robinson, James Bolden) - 5:28
4. "Below the Belt (La Vieille Fille)" (Grace Jones, Pierre Papadiamondis) - 4:43

- Anema e core (Tito Manlio, Salve D'Esposito) - 3:58
Pubblicata solo nell'edizione italiana al posto della traccia Below the Belt.
- Comme un oiseau qui s'envole (J. C. Cosson, Gil Slavin) - 4:30
Pubblicata solo nell'edizione canadese al posto della traccia All on a Summers Night, e nell'edizione giapponese al posto della traccia Below the Belt.